# Ispánk
Ispánk là một thị trấn thuộc hạt Vas, Hungary. Thị trấn này có diện tích 6,92 km², dân số năm 2010 là 102 người, mật độ 15 người/km².